# 1975年大臣等給与法
1975年大臣等給与法（1975ねんだいじんとうきゅうよほう、英語: Ministerial and Other Salaries Act 1975）は、イギリスの法律。首相、国務大臣、庶民院議長、貴族院議長などの給与を定める。
大法官、財務大臣や法務長官など個別に給与を定めている官職があるほか、政務次官以上の人数を最大83人に制限しており、そのうち閣外大臣（Minister of State）以上が最大50人で、さらにそのうち閣内大臣（Secretary of State）が最大21人となっている（附則1）。
連合王国議会共同委員会は2004年の報告で1975年大臣等給与法をイギリスの憲法の基礎部分を構成する制定法の1つとしている。